# Brečko
Brečko je priimek več znanih Slovencev:
- Daniela Brečko (*1968), andragoginja in sociologinja
- Josip Brečko (1894--1976), slov.-hrv. organist in dirigent
- Jure Brečko, tekač, športni delavec
- Maks Brečko (1938--2012), gospodarstvenik, podjetnik
- Manuela Brečko - ManuElla (*1989), pop-pevka
- Mišo Brečko (*1984), nogometaš
- Valentina Brečko Grubar (*1966), geografinja